# Боронук
Боронук (якут. Боронук) — село в Верхоянском улусе Якутии России. Административный центр Бабушкинского наслега.

## География
Село находится за Северным полярным кругом, у реки Яны, на расстоянии 107 километров от административного центра улуса — посёлка Батагай.
Климат
Климат характеризуется как резко континентальный, с продолжительной морозной малоснежной зимой и коротким прохладным летом. Средняя температура воздуха самого тёплого месяца (июля) составляет 16-17 °C; самого холодного (января) −38   −48 °C. Среднегодовое количество атмосферных осадков составляет 150—300 мм. Снежный покров держится в течение 215—235 дней в году.

## История
Согласно Закону Республики Саха (Якутия) от 30 ноября 2004 года N 173-З N 353-III село возглавило образованное муниципальное образование Бабушкинский наслег.

## Население
| 2002 | 2010 | 2021 |
| ---- | ---- | ---- |
| 364  | ↘307 | ↘260 |

Национальный состав
Большинство жителей якуты.
Согласно результатам переписи 2002 года, в национальной структуре населения якуты составляли 95 % из 364 чел.

## Инфраструктура
Дом культуры, средняя общеобразовательная школа, учреждения здравоохранения и торговли.
Оленеводство, рыбный и пушной промыслы.